# Ilyen a boksz
Az Ilyen a boksz (eredeti cím: Play It to the Bone) 1999-ben bemutatott amerikai sportdráma, melyet Ron Shelton írt és rendezett. A főbb szerepekben Antonio Banderas és Woody Harrelson látható.

## Cselekmény
Vince és Cesar edzőtársak és nagyon jó barátok, mindketten szeretnének egyszer a csúcsra törni. Joe Domino profi ökölvívó promóter, éppen meccset szervez, amikor meglátja a két srácot. Felajánl nekik egy igen rangos mérkőzést Las Vegasban. A két bokszoló nekivág az útnak egy barátjukkal, Grace-szel együtt. Nagy nehezen odaérnek Vegasba. A ringben Vince és Cesar úgy esnek egymásnak, mintha háborút vívnának, a menet végén pedig kimerülten dőlnek egymás karjaiba. Visszamenetelükkor valami megváltozott: Sokkal közelebb kerültek egymáshoz.

## Szereplők
| Szerep               | Színész           | Magyar hang     | Magyar hang          |
| Szerep               | Színész           | 1. szinkron     | 2. szinkron          |
| -------------------- | ----------------- | --------------- | -------------------- |
| Vince Boudreau       | Woody Harrelson   | Stohl András    | Szabó Sipos Barnabás |
| Cesar Dominguez      | Antonio Banderas  | Selmeczi Roland | Selmeczi Roland      |
| Grace Pasic          | Lolita Davidovich | Orosz Helga     | Orosz Helga          |
| Joe Domino           | Tom Sizemore      | Szombathy Gyula |                      |
| Lia                  | Lucy Liu          | Haumann Petra   |                      |
| Hank Goody           | Robert Wagner     | Bács Ferenc     | Szersén Gyula        |
| Artie                | Richard Masur     | Hollósi Frigyes | Papp János           |
| Cappie Caplan        | Willie Garson     | Scherer Péter   |                      |
| Rudy                 | Cylk Cozart       | Gesztesi Károly |                      |
| Dante Solomon        | Jack Carter       | Kun Vilmos      |                      |
| őrült görög pincérnő | Aida Turturro     |                 |                      |

Önmagaként (stáblistán nincs feltüntetve)
- Mike Tyson, Rod Stewart, Kevin Costner, James Woods, Wesley Snipes, Tony Curtis, Jennifer Tilly